# Bernardo Hernández de León
Bernardo Hernández de León (n. 10 de junio de 1993. Cadereyta Jiménez, Nuevo León) es un futbolista mexicano que juega como lateral izquierdo para el Tampico Madero del Ascenso Mx.

## Trayectoria

### CF Monterrey
Formó parte del equipo sub-20 de la escuadra regiomontana, se ingresó a la plantilla titular de los rayados para el torneo 2013/2014. Debuta en partido oficial el 10 de agosto de 2013 en un clásico contra Tigres UANL

### Selección Mexicana Sub-20
Disputó el Torneo Esperanzas de Toulon de 2013 con la selección mexicana, siendo titular en la mayoría de los encuentros.
Formó parte del equipo mexicano que participó en la Copa Mundial Sub-20 2013 en Turquía; jugando todos los partidos como capitán y destacando en el partido de cuartos de final ante la selección de España en su duelo personal contra el hábil jugador Gerard Deulofeu.

## Clubes
| Club           | País   | Año           |
| -------------- | ------ | ------------- |
| CF Monterrey   | México | 2013 - 2016   |
| Tampico Madero | México | 2016-Presente |

## Participaciones en Copas del Mundo
| Mundial                  | Sede    | Resultado        | PJ | G |
| ------------------------ | ------- | ---------------- | -- | - |
| Copa Mundial Sub-20 2013 | Turquía | Octavos de Final | 4  | 0 |

- Datos: Q16300656